# Lasioglossum anomalum
Lasioglossum anomalum (лат.) — вид одиночных пчёл рода Lasioglossum из семейства Halictidae.

## Распространение
Северная Америка: Канада, США.

## Описание
Мелкие пчёлы длиной около 5 мм. Самки от 4,15 до 4,64 мм. Голова и мезосома голубовато-зелёные; апикальная половина клипеуса черно-коричневая. Тегулы и ноги желтовато- и красновато-коричневые. Длина переднего крыла самок 3,05—3,23 мм. У самцов усики частично жёлтые. В переднем крыле 3 субмаргинальные ячейки. Одиночные пчёлы, гнездятся в почве. Вид был впервые описан в 1892 году под первоначальным названием Halictus anomalus, а его валидный статус подтверждён в ходе ревизии в 2010 году канадским энтомологом Джейсоном Гиббсом (Jason Gibbs, Йоркский университет, Department of Biology, Торонто, Канада) и отнесён к подроду Dialictus. Кормовые растения: Berberidaceae, Brassicaceae, Asteraceae, Liliaceae, Rubiaceae, Liliaceae, Salicaceae и другие.